# Jereka
Jereka é uma vila localizada no município de Bohinj na Eslovênia. Possuía uma população estimada de 194 habitantes em 2020.